# Elsjad Gadasjev
Elsjad Eldarovitsj Gadasjev (Russisch: Эльшад Эльдарович Гадашев) (Bakoe (nu Azerbeidzjan), 1 maart 1968) is een voormalig professioneel basketbalspeler die speelde voor de nationale teams van de Sovjet-Unie en het Gezamenlijk team. Hij heeft de medaille gekregen van Meester in de sport van Rusland.

## Carrière
Gadasjev Begon zijn carrière bij Dinamo Moskou in 1986. In 1992 ging hij spelen bij Skonto Riga in Letland. Met Skonto werd Gadasjev twee keer Landskampioen van Letland in 1993 en 1994. In 1995 gaat Gadasjev naar Barons Riga ook in Letland. In 1996 keerde Gadasjev voor een jaar terug naar Dinamo Moskou. In 1997 stapte Gadasjev over naar Konik Moskou. In 1998 verliet Gadasjev Konik en vertrok naar Ural-Great Perm. Een jaar later in 1999 vertrok Gadasjev naar Shandong Golden Stars in China. In 2002 ging Gadasjev naar Arsenal Toela. In 2003 stopte Gadasjev met basketbal.

## Erelijst
- Landskampioen Letland: 2
  - Winnaar: 1993, 1994
- Europees kampioenschap:
  - Brons: 1989